# Águia-serpentária-de-crista
A águia-serpentária-de-crista (Spilornis cheela) é uma ave de rapina de tamanho médio encontrada em habitats florestais na Ásia tropical. Dentro de sua ampla área de distribuição no subcontinente indiano, no Sudeste Asiático e na Ásia Oriental, há variações consideráveis e algumas autoridades preferem tratar várias de suas subespécies como espécies completamente separadas. No passado, várias espécies, incluindo a águia-serpentária-de-nuca-escamosa [en] (S. holospila), a águia-serpentária-escura (S. elgini) e a águia-serpentária-pequena [en] (S. klossi), foram tratadas como subespécies da águia-serpentária-de-crista. Todos os membros do complexo de espécies têm uma cabeça grande com penas longas na parte de trás da cabeça, o que lhes dá uma aparência de crista. A face é nua e amarela, enquanto os pés poderosos não têm penas e são fortemente escamados. Eles voam sobre o dossel da floresta com asas largas e a cauda tem largas faixas brancas e pretas. Eles fazem um chamado alto, penetrante e familiar de três ou duas notas. Eles costumam se alimentar de cobras, o que lhes dá o nome, e são colocados junto com as aves do gênero Circaetus na subfamília Circaetinae [en].

## Descrição

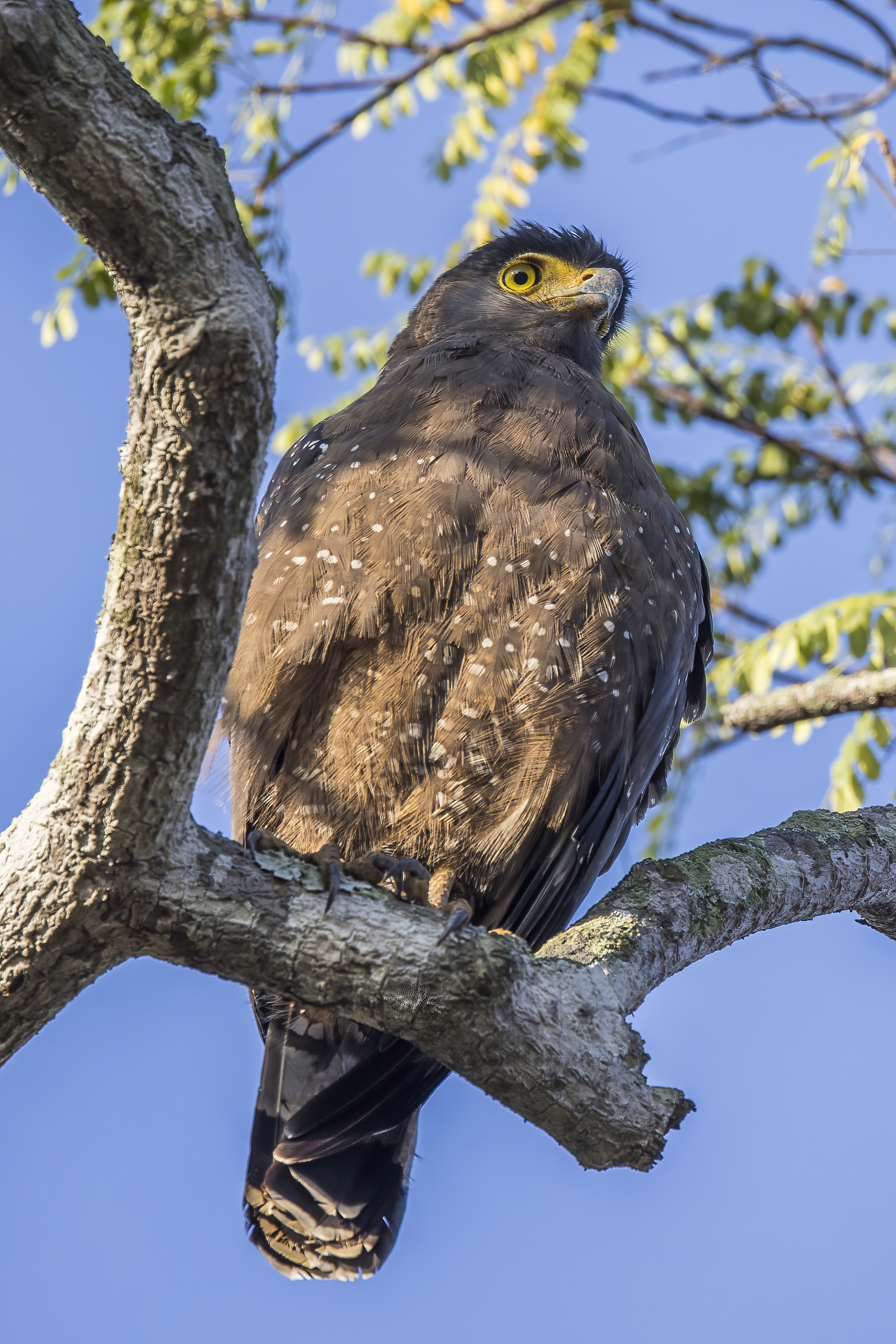
S. c, spilogaster, en, Sri Lanka.

Essa águia marrom-escura de tamanho médio e grande é robusta, com asas arredondadas e cauda curta. Sua crista nucal curta em forma de leque preto e branco lhe dá uma aparência de pescoço grosso. A pele nua do rosto e os pés são amarelos. A parte inferior é manchada de branco e marrom-amarelado. Quando empoleirado, as pontas das asas não chegam até a ponta da cauda. Em voo alto, as asas largas e em forma de pá são mantidas em um V raso. A cauda e a parte inferior das penas de voo são pretas com largas faixas brancas. As aves jovens apresentam uma grande quantidade de branco na cabeça. O tarso não tem penas e é coberto por escamas hexagonais. A mandíbula superior não tem um festão saliente na ponta.

### Tamanho
Essa espécie de águia-serpentária manifesta uma quantidade incomum de variação de tamanho em suas diversas subespécies. O comprimento total das águias-serpentárias-de-crista adultas pode variar de 41 a 75 cm e a envergadura das asas pode variar de 89 a 169 cm. A raça de maior proporção parece ser a nominada, S. c. cheela, com uma corda máxima de 468 a 510 mm nos machos e 482 a 532 mm nas fêmeas, comprimento da cauda de 295 a 315 mm e comprimento do tarso de 100 a 115 mm. Em comparação, a S. c. minimus, provavelmente a menor raça, tem uma corda máxima de 257 a 291 mm nos machos e de 288 a 304 mm nas fêmeas, comprimento da cauda de cerca de 191 mm e comprimento do tarso de cerca de 76 mm. Os pesos são relatados de forma mais irregular, mas estima-se que variem talvez três vezes entre raças variadas. Em subespécies muito pequenas, como S. c. asturinus, a massa corporal foi de 420 g em um macho e 565 g em uma fêmea. Em S. c. palawanesis, a massa corporal relatada foi de 688 g em machos e 853 g em fêmeas. As águias-serpentárias de Bornéu, S. c. pallidus, podem pesar entre 625 e 1.130 g. As formas continentais são geralmente maiores, mas um peso de 900 g foi citado para a raça continental relativamente pequena, S. c. burmanicus. Na raça S. c. hoya, os pesos foram muito maiores, com uma média de 1.207 g; enquanto isso, na mesma raça, 8 machos tiveram uma média de 1.539 g e 6 fêmeas tiveram uma média de 1.824 g. Em alguns casos, as águias-serpentárias podem atingir pesos estimados de aproximadamente 2.300 g.

## Taxonomia

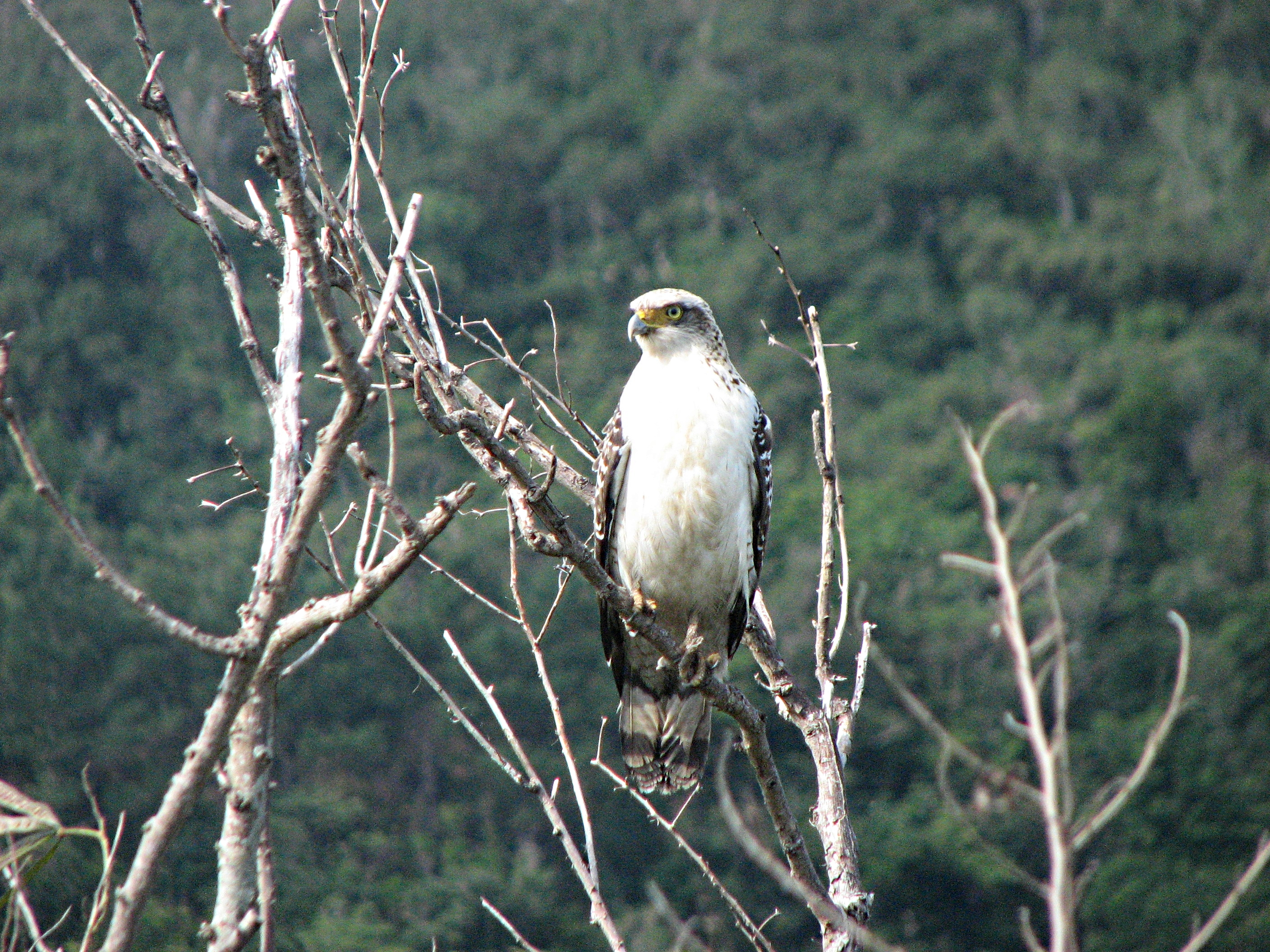
S. c. perplexus imaturo, Iriomote, Okinawa.

A águia-serpentária-de-crista é colocada junto com as águias-serpentárias do gênero Circaetus na subfamília Circaetinae.
A subespécie indicada tem a garganta preta, enquanto a forma indiana peninsular tem a garganta marrom. Há variações latitudinais clinais, com o tamanho diminuindo em direção ao sul. Os táxons das pequenas ilhas são geralmente menores em tamanho do que os táxons do continente asiático/ilhas maiores, em um fenômeno denominado nanismo insular. Dentro de sua ampla distribuição na Ásia tropical, 21 subespécies foram propostas:
- S. c. batu do sul de Sumatra e Ilhas Batu

- S. c. bido de Java e Bali

- S. c. burmanicus na maior parte da Indochina

- S. c. hoya de Taiwan

- S. c. malayensis da Península Tailandesa-Malaia e do norte de Sumatra

- S. c. melanotis na Índia do Sul

- S. c. palawanensis de Palawan

- S. c. pallidus do norte de Bornéu

- S. c. richmondi do sul de Bornéu

- S. c. ricketti no norte do Vietnã e no sul da China

- S. c. rutherfordi de Ainão

- S. c. spilogaster do Sri Lanka

As subespécies restantes são todas restritas a ilhas menores:
- S. c. abbotti de Simeulue

- S. c. asturinus de Nias

- S. c. baweanus de Bawean

- S. c. davisoni nas Ilhas Andamão

- S. c. minimus das Ilhas Nicobar

- S. c. natunensis da Regência de Natuna [en]

- S. c. perplexus das Ilhas Ryūkyū

- S. c. sipora das Ilhas Mentawai

As últimas sete são, às vezes, tratadas como espécies separadas. Embora a águia-serpentária-de-crista permaneça difundida e bastante comum em geral, acredita-se que alguns dos táxons restritos a pequenas ilhas tenham populações relativamente pequenas, provavelmente na casa das centenas.
A mais rara é provavelmente a águia-serpentária de Bawean (S. c. baweanus), com uma população em declínio de cerca de 26 a 37 pares, o que a torna em perigo crítico de extinção.

## Comportamento e ecologia

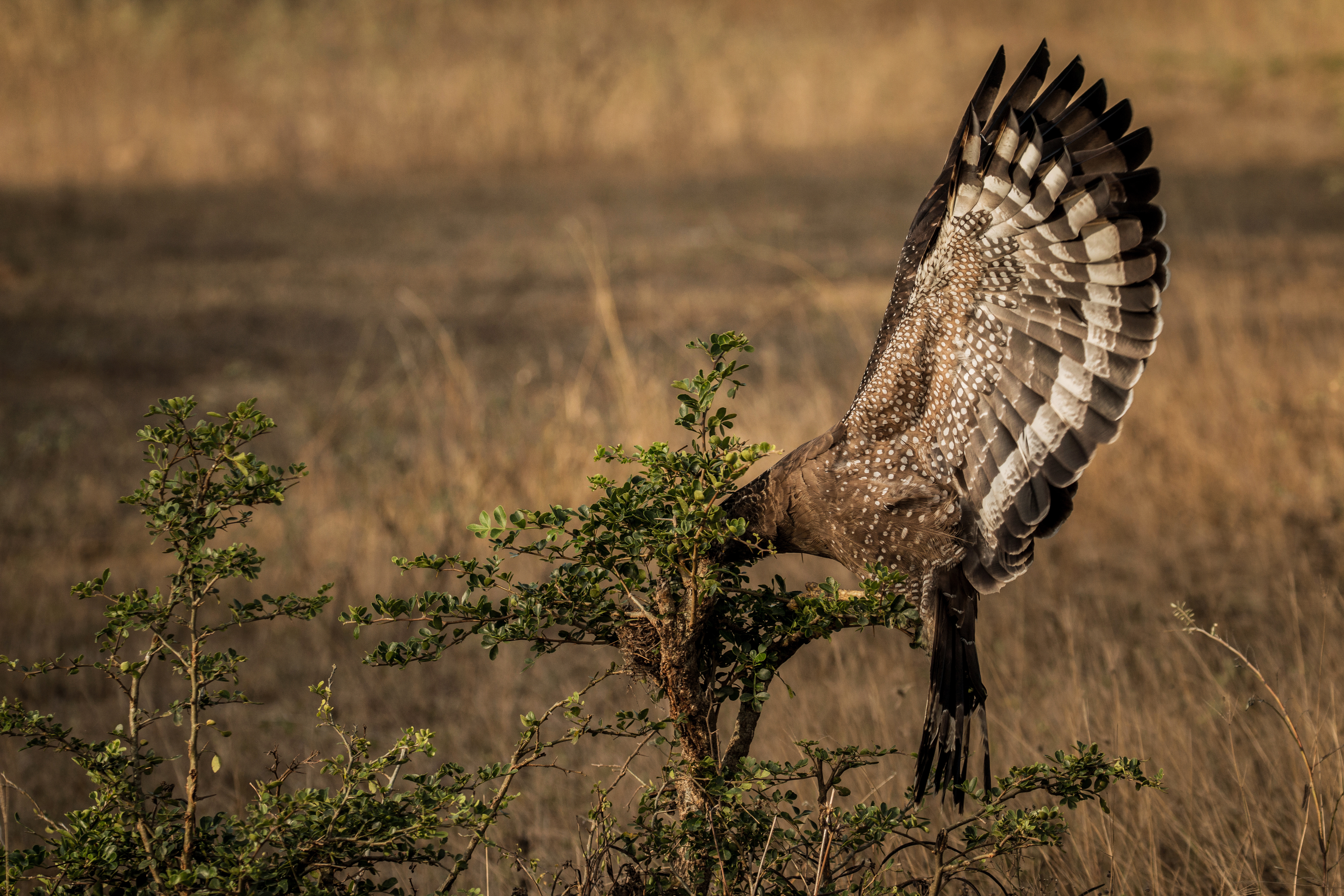
Águia-serpentária-de-crista.

A águia-serpentária-de-crista é uma predadora de répteis que caça cobras e lagartos nas florestas, geralmente perto de pastagens úmidas. Também foi observado que ela se alimenta de pássaros, anfíbios, mamíferos, peixes, cupins e minhocas grandes. Ela é encontrada principalmente em áreas com vegetação densa, tanto nas colinas baixas quanto nas planícies. Essa espécie é residente, mas em algumas partes de sua área de distribuição é encontrada apenas no verão.
O canto é um Kluee-wip-wip característico, com a primeira nota sendo alta e ascendente. Eles realizam muitos chamados no final das manhãs de seus poleiros, onde passam muito tempo, e sobem nas térmicas pela manhã. No sul de Taiwan, os machos têm uma área de vida maior do que as fêmeas. Em média, os machos tinham uma área de vida de 16,7 km², enquanto as fêmeas usavam cerca de 7 km². Quando alarmados, elas erguem a crista e a cabeça parece grande e emoldurada pelo rufo. Às vezes, elas seguem cobras no chão. Elas se empoleiram no interior de árvores com folhagem densa. Um estudo radiotelemétrico da espécie em Taiwan descobriu que os pássaros passam 98% do dia empoleirados e geralmente encontram comida nas horas da manhã. Elas parecem usar uma estratégia de forrageamento do tipo sentar e esperar.

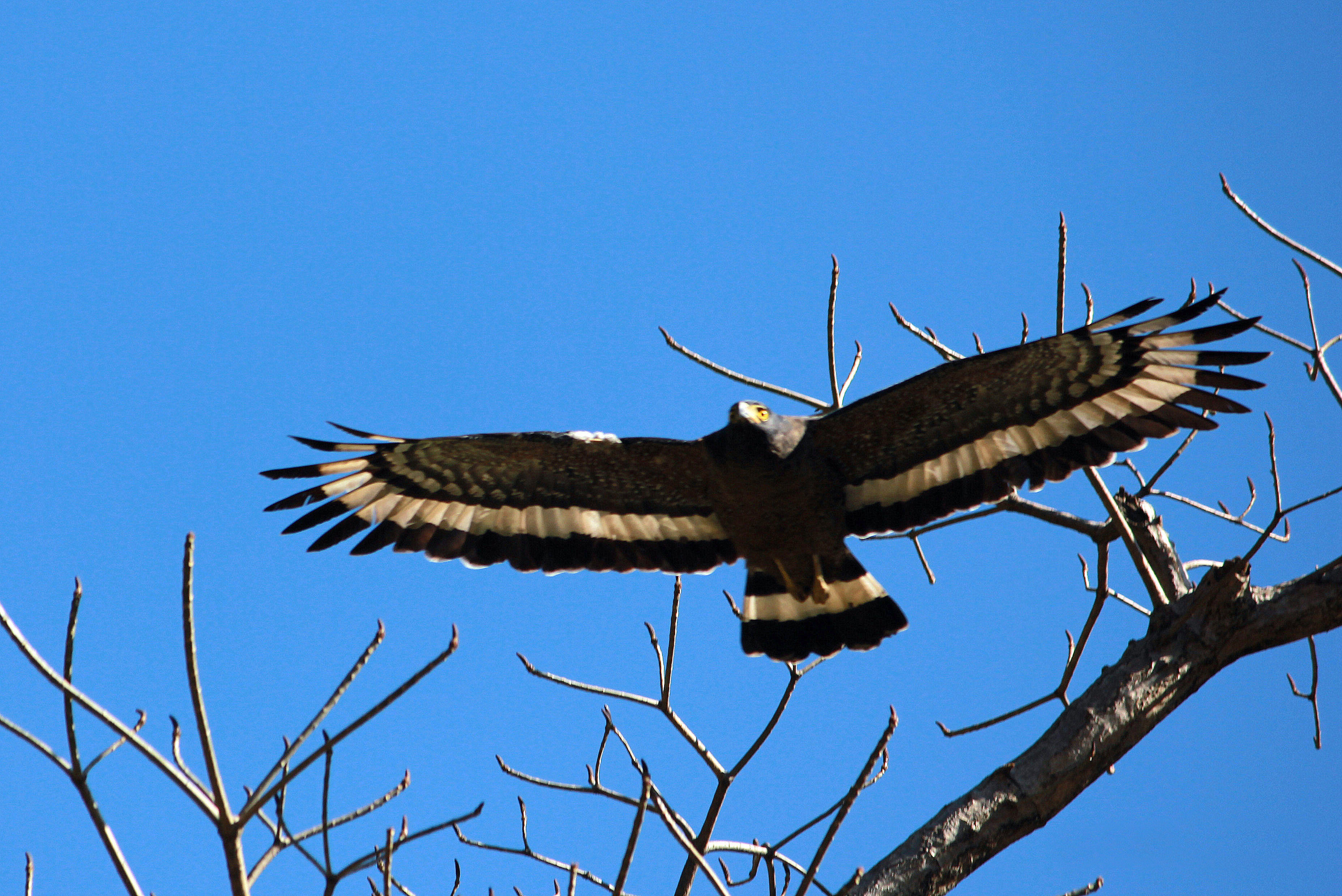
Durante o voo, a faixa branca larga é característica.

A época de reprodução começa no final do inverno, quando elas começam a cortejar e estabelecer territórios. Os ovos são postos no início do verão. Os ninhos antigos são frequentemente reformados e reutilizados na Índia, mas um estudo em Penang constatou que eles constroem novos ninhos todos os anos. Um estudo na Índia constatou que a maioria dos ninhos era construída ao longo de árvores ribeirinhas. O ninho é uma grande plataforma construída no alto de uma árvore. Ambas as aves de um casal constroem o ninho, mas somente a fêmea o incuba. O macho fica de guarda enquanto a fêmea procura alimentos. Na Índia central, a Terminalia elliptica [en] é usada com frequência, enquanto a Terminalia bellirica [en] e a Dalbergia latifolia [en] são usadas com frequência no sul da Índia. Em Penang, as árvores de nidificação eram geralmente grandes e isoladas de outras árvores, com muito espaço para os pássaros entrarem e saírem. Os ninhos são forrados com folhas verdes coletadas nas proximidades e são colocados virados para baixo no chão do ninho. A ninhada normal é de um ovo, mas às vezes são postos dois e apenas um único filhote é criado com sucesso em uma estação. Quando os ovos são perdidos, um substituto é posto de duas a sete semanas depois. Os ovos eclodem após cerca de 41 dias e os filhotes aprendem a voar após cerca de dois meses. Os ninhos são defendidos pelos pais.
Várias espécies de nematóides endoparasitas foram recuperadas dos intestinos de águias-serpentárias-de-crista, inclusive Madelinema angelae. Infecções pelo vírus da varíola aviária, que causam verrugas no rosto, foram observadas em uma ave selvagem que vive em Taiwan. Diversos piolhos ectoparasitas de aves foram descritos na espécie, inclusive o Kurodaia cheelae. Em Penang, verificou-se que o chapim-cinéreo [en] (Parus cinereus ambiguus) tendia a fazer seus ninhos perto de ninhos de águias-serpentárias-de-crista, presumivelmente devido à segurança contra predadores como corvos, que podem ser expulsos pelas águias. Também foi constatado que eles visitam os ninhos das águias para coletar peles dos restos de mamíferos mortos.